# Golfingia sarsii
Golfingia sarsii är en stjärnmaskart som först beskrevs av Johan Koren och Daniel Cornelius Danielssen 1877.  Golfingia sarsii ingår i släktet Golfingia och familjen Golfingiidae. Inga underarter finns listade i Catalogue of Life.